# Murivka, Mena
Murivka (în ucraineană Мурівка) este un sat în comuna Mîkolaiivka din raionul Mena, regiunea Cernihiv, Ucraina.

## Demografie
Componența lingvistică a localității Murivka
     Ucraineană (100%)
Conform recensământului din 2001, toată populația localității Murivka era vorbitoare de ucraineană (100%).